# باريسيتينب
باريسيتينب (سابقا INCB28050, LY3009104) هو دواء تحت التجربة تطوره إيلي ليلي وإنسايت لاحتمال فائدته في علاج التهاب المفاصل الروماتويدي.